# Eslövs Tennisklubb
Eslövs Tennisklubb är en tennisklubb i Eslöv. Föreningen bildades år 1917 och har cirka 300 medlemmar. På anläggningen finns totalt sex moderna bokningsbara tennisbanor, tre inomhus och tre utomhus. Det finns även två badmintonbanor att boka. 

## Historik
Den första tennisbollen i Eslöv lär ha slagits någon gång i början på 1900-talet. Det fanns intresserade ungdomar som spelade tennis under sommaren 1905. Man spelade troligen på en bana vid Eslövs kyrka, på den plan, som senare kom att kallas rådhusplanen.
Eslövs Allmänna Idrottsförening, EAI (grundad år 1908) hade under några år tennis på sitt program. I maj år 1917 var det emellertid dags för tennisentusiasterna att bilda sin egen klubb, Eslövs tennisklubb, ETK.
Den första styrelsen bestod av redaktör Erik Beronius, ordförande, hovrättsnotarie Erich Bundt, sekreterare och kassör, samt disponent Bernt Rasmusson, ledamot. I starten hade man 18 medlemmar.
År 1917 fanns redan en tennisbana på Ekevallas idrottsplats. Den var placerad där höjdhoppsbanan finns idag. På 1920-talet anlades en ny bana längs fotbollsplanens långsida. Den banan är för övrigt kvar än idag. Det är den mittersta av klubbens tre banor. Underlaget har dock skiftat genom åren. Från början var det en grusbana. Under en period, när så var modernt, blev den asfalterad. Efter ett antal år lades en ytbeläggning av gummi på asfalten. År 1986 återställdes den till en grusbana. Därigenom kunde stortävlingen Felix Cup genomföras. Den andra banan tillkom på 50-talet. Den tredje banan tillkom samtidigt med klubbhus och omklädningsrum i slutet av 60-talet. De tennisbanorna finns idag inte, Eslövs Tennisklubb byggde 2011 en helt ny utomhusanläggning vid tennishallen med tre moderna banor med "båstadgrus", där finns även en minitennisbana. 
Eslövs Tennisklubb har haft flera skånska mästare. På 30-talet var det Mia Bolmstedt, på 40-talet Hans Johnsson och Lennart Berséus samt på 50- och 60-talen Gösta Rydelius.

## Tennisanläggningarna
Eslövs Tennisklubb har två stora anläggningar, en inomhus och en utomhus. Det finns tre banor på vardera anläggning. Det finns även två badmintonbanor. Både medlemmar och icke-medlemmar kan hyra bana till ett bra pris på Eslövs Tennisklubb.
|  |
|  |

|  |
|  |

|  |
|  |

## Klubben idag
Eslövs tennisklubb är idag mellanskånes mest levande tennisklubb med ca 300 medlemmar och en enorm verksamhet för både barn, ungdomar och vuxna. Förutom den ordinarie tennisträningen anordnas läger, sociala aktiviteter, interna turneringar och seriespel. Det är träning eller aktiviteter i princip varje dag året runt på ETK. 
Eslövs Tennisklubb är en av landets ledande klubbar i nationellt seriespel med ca 20 lag. Sommaren 2023 var ETK landets fjärde största klubb på seriespel, av ca 400 klubbar. 